# Moulin à vent de Charnailles
Le moulin à vent de Charnailles est un moulin de la commune de Jambles dans le département français de Saône-et-Loire et la région Bourgogne-Franche-Comté.

## Historique
Il fait l'objet d'une inscription au titre des monuments historiques depuis le 27 septembre 1961.